# François Zdun
François Zdun, né le 2 février 1955 à Hayange et mort le 2 avril 2019 à Ars-Laquenexy, est un footballeur et entraîneur français.

## Carrière
François Zdun rejoint le FC Metz en 1973 du FC Hayange, le club de sa ville natale. Il dispute son premier match avec l’équipe première lors de la dernière journée de la saison 1975-1976, à 21 ans. Durant les sept années suivantes, il est un titulaire régulier comme défenseur gauche, en première division du championnat de France. Il quitte le club en 1983, après 263 matchs toutes compétitions confondues sous le maillot messin, et joue ensuite notamment au FC Mulhouse, au Tours FC et au FC Valence.
Il réalise ensuite une carrière d’entraîneur, au Luxembourg, au centre de formation du FC Metz puis au CSO Amnéville notamment.

## Statistiques
| Saison    | Club         | Matchs | Buts |
| --------- | ------------ | ------ | ---- |
|           | FC Hayange   | -      | -    |
| 1973-1975 | FC Metz B    | -      | -    |
| 1975-1976 | FC Metz      | 1      | 0    |
| 1976-1977 | FC Metz      | 31     | 0    |
| 1977-1978 | FC Metz      | 41     | 1    |
| 1978-1979 | FC Metz      | 30     | 3    |
| 1979-1980 | FC Metz      | 43     | 3    |
| 1980-1981 | FC Metz      | 43     | 0    |
| 1981-1982 | FC Metz      | 37     | 0    |
| 1982-1983 | FC Metz      | 37     | 0    |
| 1983-1984 | FC Mulhouse  | 24     | 1    |
| 1984-1987 | Tours FC     | 76     | 0    |
| 1987-1988 | Valence FC   | 30     | 0    |
| 1988-1989 | FC Pugetois  | -      | -    |
| 1990-1991 | ES Maizières | -      | -    |